# Jumeirah Emirates Towers Hotel
Jumeirah Emirates Towers Hotel zwany także Emirates Tower Two – 56-piętrowy biznesowy hotel w Dubaju w Zjednoczonych Emiratach Arabskich. W hotelu mieści się 40 luksusowych apartamentów, jest operowany przez Jumeirah International Group. Hotel połączony jest z 54-piętrowym Emirates Office Tower bulwarem handlowym i tworzą razem kompleks Emirates Towers. Z całkowitą wysokością 305 m Emirates Towers Hotel jest mniejszy od sąsiedniego budynku. Budowa zakończyła się 15 kwietnia 2000.